# ロジネットジャパン東日本
株式会社ロジネットジャパン東日本（LOGINET JAPAN EAST CO., LTD.）は、札幌通運株式会社と中央通運株式会社の統合準備のため、2018年10月1日に設立された日本の企業。株式会社ロジネットジャパンの100%子会社。

## 概要
ロジネットジャパンは、2016年度から2018年度までの中期経営計画を実施している。
2018年8月8日に組織再編が発表され、札幌通運の本州における全事業と中央通運の営業窓口部門を新会社へ移管することを発表。2018年9月28日に新会社設立が発表され、同年10月1日に札幌通運の本州における全事業と中央通運の営業窓口部門を担う新会社として株式会社ロジネットジャパン東日本を設立した。
ロジネットジャパン東日本は半年の準備期間を経て、2019年4月1日付で札幌通運の本州における全事業と中央通運の営業窓口部門の統合を行い、本格的に業務を開始する予定である。
ロジネットジャパン東日本は、札幌通運が得意としているトラック輸送・倉庫・センター運営力と、中央通運が得意とするJRコンテナ輸送事業を融合させ、本州地区における事業シナジー効果を追求していく。

## 沿革
- 2018年10月1日 - 設立。
- 2019年4月1日 - 札幌通運から本州における全事業、中央通運から営業窓口部門をそれぞれ移管して営業開始予定。